# Silvio Pellico

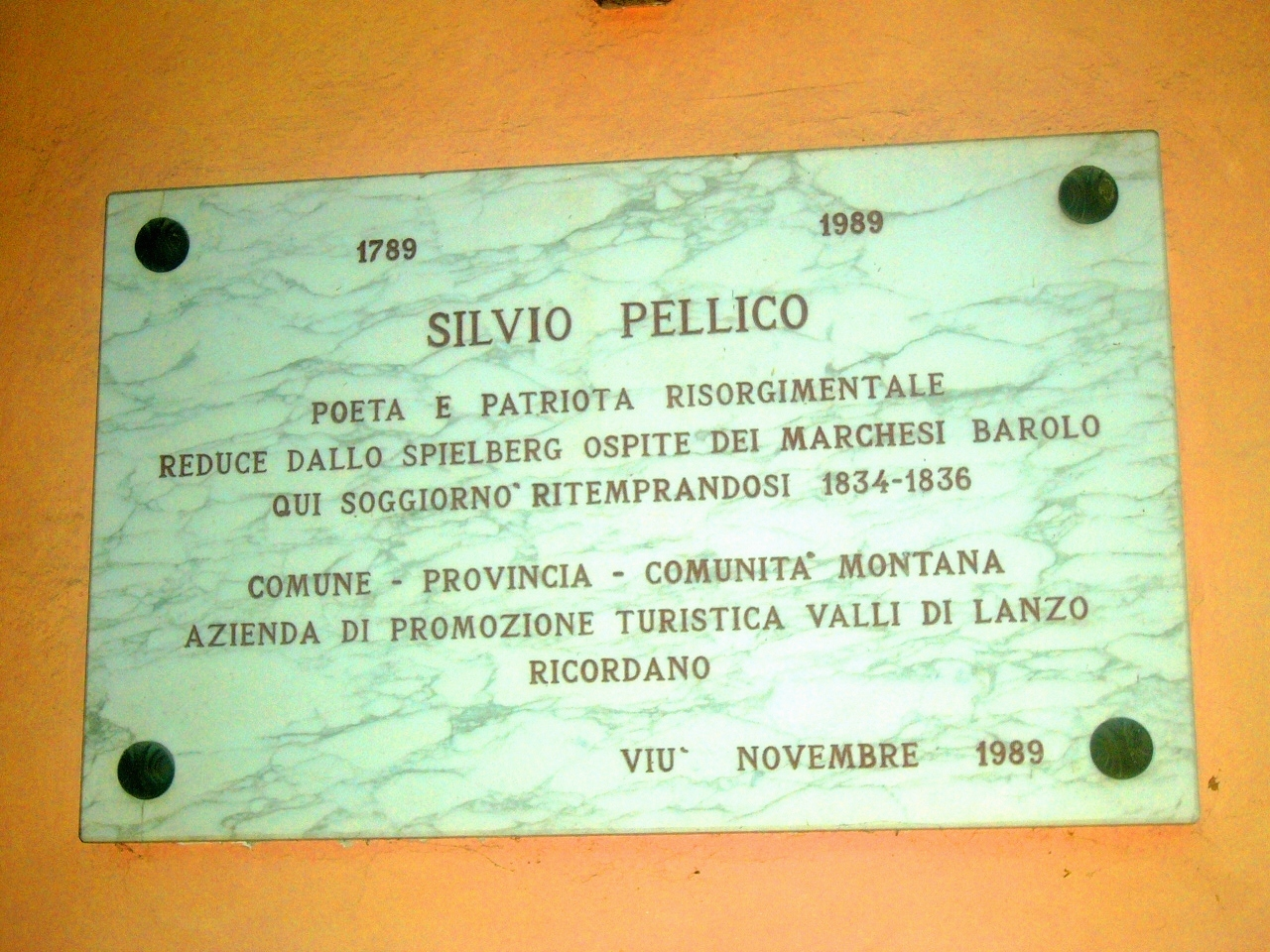
Pamětní deska autora v Turíně ('Villa Schiari Viù')

Silvio Pellico ['silvjo 'pelːiko] (24. června 1789 Saluzzo – 31. ledna 1854 Turín) byl italský romantický spisovatel a dramatik.
Pellico byl významným autorem nejen ve své rodné Itálii, ale jeho dílo zasáhlo i mnohé čtenáře z jiných národů. V květnu roku 1922 se dokonce konala vzpomínková akce v Brně, během níž byla za účasti italské delegace v čele s ministrem obrany knížetem Di Scaleou odhalena Pellicovi pamětní deska. Ku příležitosti této oslavy vydal Matěj Netval Pellicův životopis Silvio Pellico, slavný básník italský, vězeň špilberský. Téhož roku byla v Brně hrána jeho Francesca z Rimini.
Dnes se po tomto muži jmenuje ulice pod hradem Špilberk (ulice Pellicova).

## Život

### Mládí
Narodil se v italském městě Saluzzo v Piemontu. Jeho rodina se brzy přestěhovala do Turína, kde také Pellico strávil své dětství. Už tehdy byl veden k lásce k literatuře a k vlasti, v čemž ho podporoval hlavně jeho otec Onorato, sám vzdělaný spisovatel a vlastenec. Pellico už jako mladý pilně a se zájmem studoval. Svá vysokoškolská studia strávil v Lyonu, kam ho pozval jeho zámožný strýc. Na své mládí Pellico rád vzpomínal, jak ukazuje jeho kniha pamětí, která se však více zabývá jeho vězněním a další persekucí ze strany rakouské vlády.

### Konec studia a první úspěchy
Po studiích se Pellico opět vrátil do Itálie, konkrétně do Milána, kde opět žil u svých rodičů, kteří se mezitím přestěhovali. V Miláně z počátku dále studoval a po studiích se stal profesorem francouzštiny na místní universitě. našel si zde dobré a vlivné přátele, jako byli Don Pietro Borsieri, hrabě Federico Confalonieri nebo hrabě Luigi Porro Lamberthengi, u něhož dokonce pracoval jako vychovatel jeho dětí. V Porrově domě se také scházel s místními vzdělanci a umělci, ale i s umělci z ciziny (například s Georgem G. Byronem).
V roce 1818 byla v Miláně uvedena Pellicova hra Francesca z Rimini. Francesca z Rimini je tragédií, jejíž děj se odehrává v italském městě Rimini a jde o příběh nešťastné lásky mezi Francescou a jejím švagrem Paolem. Hra je pojata ve vlasteneckém duchu a vlastenecké myšlenky jsou často citovány v textech postav, nejvíce se však projevují v monologu hrdiny Paola. Hra se setkala u publika s velkým úspěchem.

### Časopis Conciliatore
V roce 1818 stál u zrodu časopisu Conciliatore, který byl z počátku ryze literární, později se v něm začaly projevovat vlastenecké názory a dokonce požadavky na sjednocení Itálie. Asi touto dobou vstoupil Pellico do ilegální karbonářské organizace. Karbonáři byli členové tajných revolučních spolků, které vznikaly na počátku 19. století v Itálii a ve Francii pod myšlenkovým vlivem svobodných zednářů. Činnost karbonářů směřovala proti systému Svaté aliance a panství Rakouska v severní Itálii. Karbonáři se účastnili revoluce roku 1820 v Neapoli a v roce 1821 v Piemontu. Mezi karbonáře patřil i mladý Giuseppe Mazzini, který však byl rozčarován výsledky jejich činnosti a založil hnutí Mladá Itálie, k němuž se později připojila většina karbonářů. Jejím úkolem bylo osvobodit Itálii od cizí nadvlády a sjednotit jí na republikánském základě. Tím se stala trnem v oku rakouské vládě, která ovládala část severní Itálie (Benátsko-lombardské království) a další severoitalské státy na ní byly závislé (Parma, Modena, Toskánsko). Časopis Conciliatore byl rakouskou vládou zakázán a jeho představitelé perzekvováni a později, od roku 1820, zatýkáni.

### Věznění
Pellico byl nejdříve vězněn v bývalém klášteře svaté Markéty v Miláně, odkud byl převezen do benátského žaláře, kde si čas krátil psaním divadelních her. 21. 2. 1820 byl Silvio Pellico odsouzen k trestu smrti oběšením. Absolutní trest byl zmírněn císařskou milostí na patnáctiletý těžký žalář na brněnském Špilberku. Tam byl vězněn od 10. 4. 1822 do 1. 8. 1830 (trest mu byl ještě o několik let zkrácen). Život ve špilberském žaláři byl těžký a během věznění se Pellicovi prudce zhoršilo zdraví. Proto musel být dokonce přesunut do jiné cely s lepšími podmínkami. Pellico měl ale štěstí na přívětivé dozorce, kteří mu vycházeli vstříc v jeho přáních. Například mu nosili četbu. Pellico ve vězení na Špilberku dokonce „napsal“ hru, tu se ale musel naučit nazpaměť, protože v cele nesměl mít tužku ani papír. Pellico je autorem celkem jedenácti tragédií, ale pouze sedm z nich bylo vydáno.

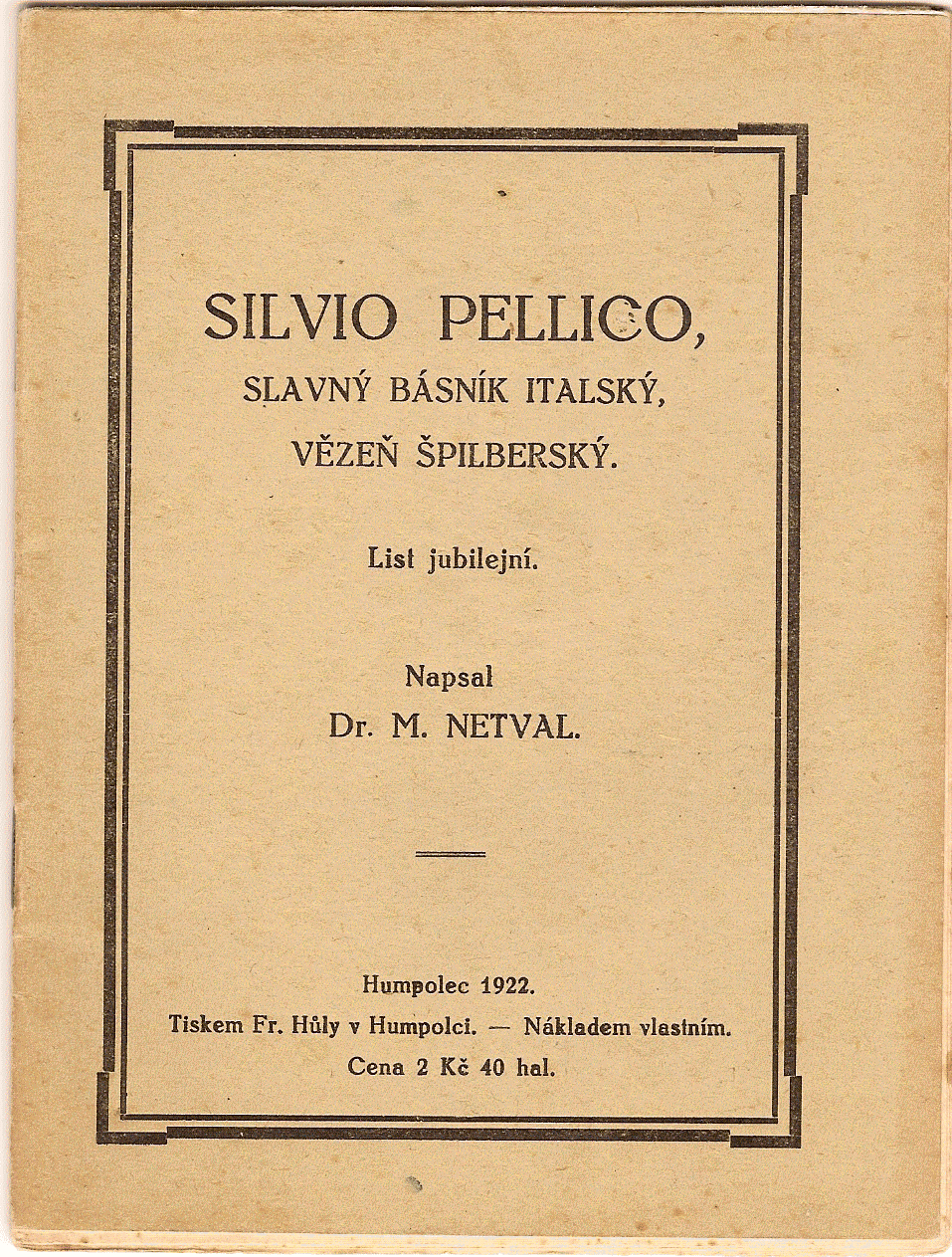
Netval, M. Silvio Pellico: Slavný básník italský. (1922)

### Stáří
Z vězení byl propuštěn s podlomeným zdravím v roce 1830. Odešel zpátky do Turína, kde žil po zbytek života v ústraní. Tam také napsal jedno ze svých nejlepších děl, paměti Z mých žalářův. V tomto díle vzpomíná nejen na své věznění, ale i na své dětství a studia. Kniha měla obrovský úspěch a byla přeložena do mnoha jazyků, podle slov knížete Metternicha: „Tato kniha zasadila Rakousku větší ránu než vojenská porážka“. Silvio Pellico zemřel v Turíně 31. 1. 1854 v paláci markýze G. di Barolo.

## Výběrová bibliografie
- Laodamia (1812), tragédie.
- Francesca da Rimini (1815), tragédie,
- Eufemio di Messina (1820), tragédie.
- Iginia d’Asti (1828), tragédie.
- Ester d’Engaddi (1829), tragédie.
- Hèrodiade (1832), tragédie.
- Eugilde della Roccia (1832), tragédie
- Le mie prigioni (1832, Má vězení), vzpomínky.
- Tommaso Moro (1833), tragédie.
- Corradino (1834), tragédie.
- I doveri degi uominu (1834), česky jako Mentor, neboli, Šlechetný vůdce k blaženému životu, resp. jako O povinnostech člověka: rozprava k jinochu, filozofické úvahy o osobní morálce a etice pro mladé čtenáře.
- La morte di Dante (1837, Dantova smrt), tragédie.

## Televizní adaptace
- Le mie prigioni (1968, Má vězení), italský televizní seriál, režie Sandro Bolchi.

## Česká vydání
- Mentor, neboli, Šlechetný vůdce k blaženému životu, Praha: Jan Hostivít Pospíšil 1835, přeložil Josef Černý.
- O povinnostech člověka: rozprava k jinochu, Praha: Karel Schreyer a Hynek Fuchs 1863, přeložil Kristian Stefan.
- Z mých žalářův, Praha: Tisk a sklad Cyrillo-Methodějské knihtiskárny 1882, přeložil Matěj Netval.
- Z mých žalářů, Praha: Cyrillo-Methodějská knihtiskárna a nakladatelstvi 1920, přeložil Antonín Müller.
- Francesca z Rimini, Praha: Jan Rokyta 1920, přeložil Matěj Netval.
- Má vězení, Praha: Jan Otto 1926, přeložili Jaroslav Rozvoda a Adolf Muťovský.